# Pramen Židlo
Pramen Židlo je studený léčivý pramen, který vytéká z lesa Pavlačka u Priesznitzových koupelí u obce Bělá v Opavské pahorkatině v okrese Opava v Moravskoslezském kraji. Podle vyprávění pamětníků se traduje, že pramen má léčivé schopnosti. Obec Bělá nechala v roce 2004 pramen a jeho okolí upravit. Pramen, který je zdrojem bazénků Priesznitzových koupelí a vytéká z trubky umístěné v kamenné zídce, je součástí místní zóny relaxace a odpočinku. Pramen vtéká do Píšťského potoka (povodí řeky Odry).

## Další informace
Poblíž se také nachází Křesťanský labyrint, Diagnostická stezka zdraví, Priessnitzové koupele a o něco dále také Pstruží farma Bělá.

## Galerie

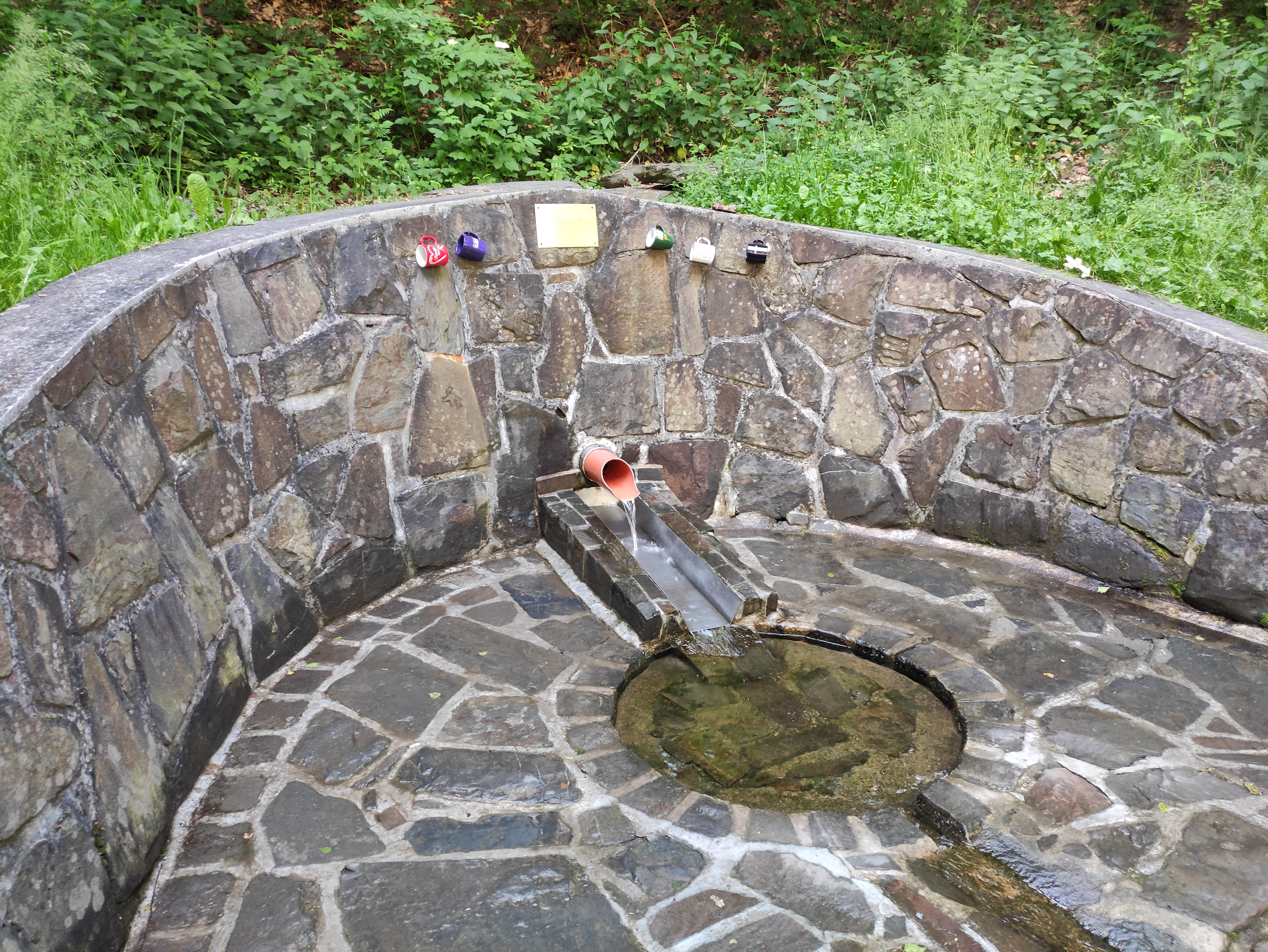
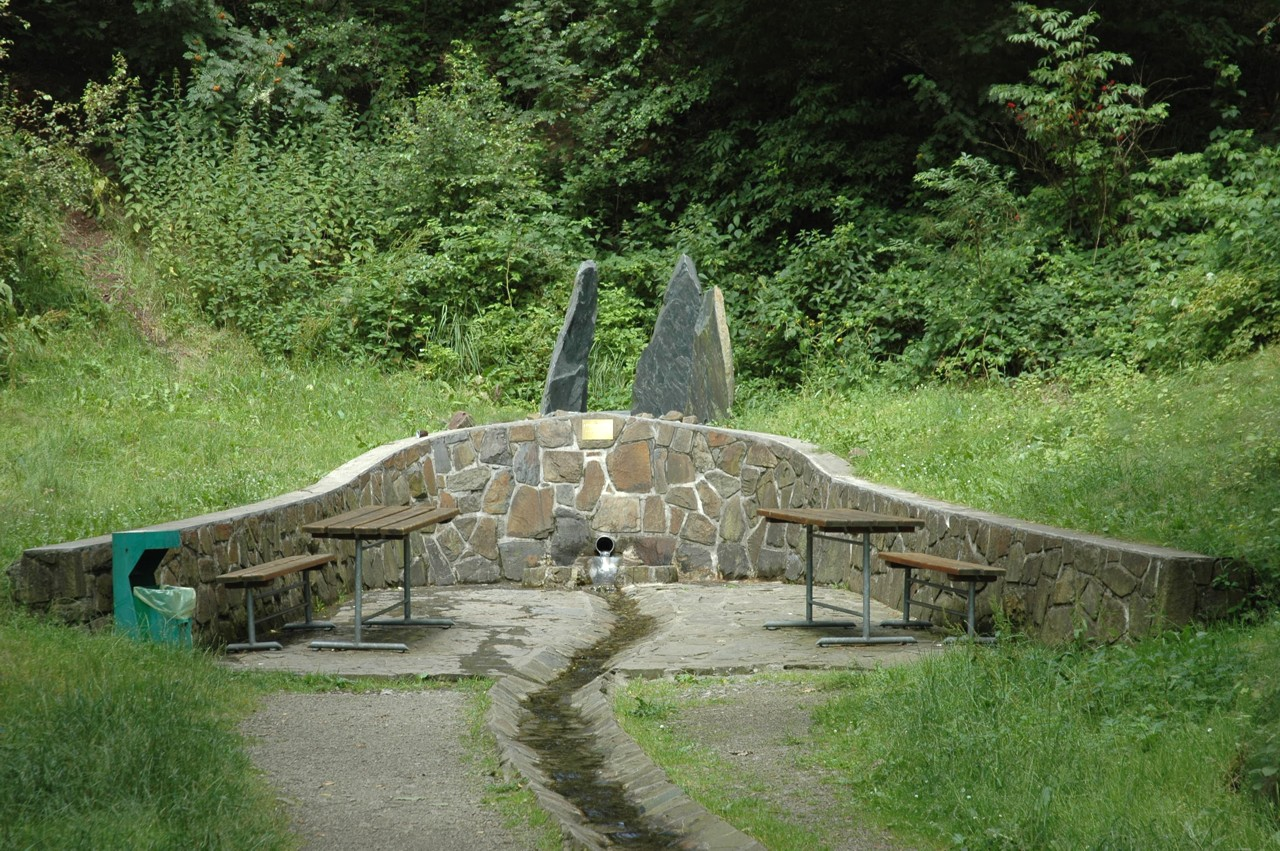